# آسترکی
آسترکی یکی ازطوایف هفت‌لنگ ایل بختیاری و دورکی باب می‌باشد که از ۱۰ تیره تشکیل شده است.
طایفه آسترکی در دوره‌های مختلف تاریخی از دوره صفوی تا قاجار در جنگ‌های ایران با بیگانگان حضور داشتند. نافرمانی و اعلام حکومت خودمختار توسط امیرتاجمیرخان بختیاری آسترکی، شرکت امیرجهانگیرخان بختیاری آسترکی در نبرد ایروان و شکست عثمانی‌، جنگ جبال و بیرون راندن سپاه عثمانی، نبرد با محمود هوتکی، فتح هرات و قندهار در زمان نادرشاه افشار، از مهم‌ترین دستاوردهای آنها در تحولات سیاسی – نظامی ایران بوده است.

## وجه تسمیه آسترکی
طایفه آسترکی یکی ازطوایف باب دورکی شاخه هفت لنگ ایل بختیاری می‌باشد.
مؤلف کتاب تاریخ و فرهنگ بختیاری (عبدالعلی خسروی، کتاب سوم) می‌نویسد :طایفه آسترکی از کهن‌ترین طوایف بختیاری می‌باشد و نام آسترکی سابقه ۳۸۰۰ ساله دارد و این پیشینه مربوط می‌شود به دوران پادشاهی آشتروک ناهونته ایلامی در شهرستان ایذه که آن روزگاران «آنزان» بوده است.
همچنین درسنگ نوشته یافت شده از عقیلی نزدیک شوشتر که دکتر گیرشمن آن را ترجمه کرده ازقول (آنتاشکال) که یکی ازپادشاهان ایلام بودچنین می‌نویسد: من آنتاشکال فرمانروای سرزمین آنزان (آنشان) و کوه‌های بختیاری هستم اگر چنین باشد پس باید نسل بختیاری‌ها از پادشاهان ایلام دانست، طی تحقیقات به عمل آمده نشان می‌دهد که کهن‌ترین طایفه ای که در بختیاری می‌توان روی آن پافشرد آسترکی است. و قدمت آسترکی به دوران آشتروک ناهونته می‌رسد و این طایفه خود را از اعقاب و اسلاف این پادشاه ایلامی می‌دانند و دلیل این ادعا را قرابت واژه آستروک و آشتروک خوانده‌اند.
اما کلمه آشتروک به معنی آستاره و ستاره می‌باشد و ناهونته معنی خورشید می‌دهد.
ناهونته در اصل همان آناهیتا=ناهید می‌باشد.
بااین وصف آشتروک ناهونته=ستاره خورشید.
همچنین کلمه آسترک یا آستراک همان ستاره می‌باشد که با (ی) آخر پسوند نسبت به آن داده‌اند.
نام بختیاری با به حکومت رسیدن تاجمیرخان آسترکی به لربزرگ اطلاق شده است.

## زیستگاه طایفه آسترکی
1. زیستگاه سردسیری طایفه آسترکی در شهرستان بروجن در استان چهارمحال و بختیاری می‌باشد. زیستگاه در شهرستان الیگودرز و شهرستان دورود و شهرستان ازنا دراستان لرستان می‌باشد در شهرستان فریدون‌شهر در استان اصفهان در شهرهای یزدانشهر، شاهین شهر و… می‌باشد.
2. زیستگاه گرمسیر طایفه آسترکی در شهرستان لالی و شهرستان مسجدسلیمان در استان خوزستان می‌باشد.

## تیره‌های طایفه آسترکی
1. بهرامسری
2. گاهیوند
3. دهدار
4. بلفایی
5. مهمدوند
6. خراج
7. سلار
8. اسوند
9. کاوشه
10. پاوند
11. چهاربری
12. حبیبی
13. سرلک